# Тамура Юмі
Юмі Тамура (яп. 田村由美, Тамура Юмі, народилася 5 вересня в Префектура Вакаяма, Японія) — японська манґака.
Її дебютна короткосюжетна історія Ore-tachi no Zettai Jikan («Це час для нас»), була опублікована у 1983 році в  сьодзьо манґа-журналі Betsucomi («Бецукомі») та отримала Shogakukan Grand Prize («Великий приз Шоґакукан») 1983, для нових митців. З того часу, вона виконала понад 50 складених томів короткосюжетних історій та тривалих серій. Популярні роботи, такі як Tomoe ga Yuku! («Туди йде Томое»), є прикладом її роботи, але вона заробила свою репутацію завдяки довготривалій серії сьодзьо екшн/пригоди Basara («Басара»), за яку вона виграла Shogakukan Manga Award («Нагороду манґи Шоґакукан») 1993, за сьодзьо манґу. Її остання серія 7 Seeds («7 Зерен»), за яку вона здобула другу «Нагороду манґи Шогакукан 2003», за сьодзьо манґу. Наразі працює в антологічному журналі Flowers («Квіти») в Японії. Chicago («Чикаго») була її першою серією, що була опублікована в Північній Америці.
Окрім манґи, вона опублікувала чотири романи з особистими ілюстраціями, а також робила дизайни персонажів для Square's Super Famicom RPG Live A Live's Science Fiction, глави «Mechanical Heart».

## Роботи
- 7 Seeds («7 Зерен») (2001—2017)
- 17 Nichime no Chopin (1987)
- Ano Natsu ga Owaru (1987)
- Bishop no Wa (1990)
- Basara («Басара») (1990—1998)
- Boku ga Tenshi wo Unda Riyuu (1992)
- Boku ga Boku wo Wasureta Riyuu (1993)
- Boku ga Santa ni Atta Riyuu (1994)
- Boku ga Gomi wo Suteta Riyuu (1995)
- Boku ga Juuban Shoubusuru Wake (2001)
- Bokura no Mura ni wa Mizuumi ga atta (2007)
- Box Kei! (2000)
- Chicago («Чикаго») (2000—2001)
- Chotto Eiyuushite Mitai (2003)
- Hare Tokidoki Yami (1999)
- Hearts («Серця») (1996)
- Madonna ni Tsugu (1992)
- Megami ga Ochita Hi (1995)
- Neko Mix Genkitan Toraji (2008 — триває)
- Odoru Kyoushitsu (1999)
- Ore-tachi no Zettai Jikan (1983)
- Ouji-kun (1999)
- Roppongi Shinjuu (1991)
- Shinwa ni Natta Gogo (1986)
- Tamura Yumi the Best Selection (2008)
- Tomoe ga Yuku! (1987—1990)
- Toorima 1991 (1998)
- Wangan Jungle (2002)
- Wild Com. (1999)
- X-Day («День Ікс») (1993)